# Al Ries
Al Ries (ur. 14 listopada 1926, zm. 7 października 2022) – amerykański teoretyk i praktyk marketingu, autor i współautor 11 książek na temat marketingu i budowania świadomości marki (brandingu).
Po ukończeniu w 1950 studiów w Uniwersytecie DePauw w stanie Indiana w Stanach Zjednoczonych pracował w dziale reklamy General Electric. W 1963 założył własną firmę reklamową w Nowym Jorku. Od 1994 wspólnie z córką Laurą prowadzi firmę konsultingową Ries & Ries.
W 1972 wspólnie z Jackiem Troutem opublikował w magazynie Advertising Age trzyczęściowy cykl artykułów, w których autorzy wprowadzili do marketingu pojęcie pozycjonowanie. Książka Positioning: The Battle For Your Mind (1980) wprowadziła ten termin na stałe do teorii marketingu.
W 1999 roku czasopismo PR Week uznało go za jedną ze 100 najbardziej wpływowych osób w dziedzinie PR w XX wieku. W 2007 roku został uznany za jednego z 10 najważniejszych osobistości w marketingu w ankiecie Advertising Age. 

## Tłumaczenia na język polski
- A. Ries, L. Ries, Wojna marketingu z zarządzaniem, Polskie Wydawnictwo Ekonomiczne, 2010, ISBN 978-83-208-1881-9.
- A. Ries, J. Trout, Wojujący marketing. Zwycięskie strategie i kampanie polskie, 2007, ISBN 978-83-246-0512-5.
- A. Ries, L. Reis, Pochodzenie marek, 2005, ISBN 83-7361-828-7.
- A. Ries, L. Reis, Upadek reklamy i wzlot public relations, 2004, ISBN 83-208-1513-4.
- A. Ries, J. Trout, 22 niezmienne prawa marketingu, 2000, ISBN 83-208-1284-4.
- A. Ries, L. Reis, 22 niezmienne prawa zarządzania marką, 2000, ISBN 83-7255-456-0.
- A. Ries, L. Reis, Triumf i klęska dot.comów, 2000, ISBN 83-7255-668-7.
- A. Ries, Koncentruj się! Strategiczny klucz do przyszłości twojej firmy, 1999, ISBN 83-7255-377-7.